# Communion anglicane traditionnelle
La Communion anglicane traditionnelle (en anglais Traditional Anglican Communion, généralement abrégé TAC) est une fédération internationale d'églises anglicanes qui se situent en rupture de la Communion anglicane pour des raisons d'ordre doctrinal.

## Contexte et création
La Communion anglicane traditionnelle a été constituée à l'initiative de Louis Falk, prêtre originaire de l'Église épiscopale des États-Unis, d'abord de façon provisoire en 1989 puis définitive en 1990. Elle est formée par la fédération de quinze églises membres qui sont indépendantes de la Communion anglicane et de l'archevêque de Cantorbéry.
La TAC forme ainsi une des composantes principales du mouvement anglican continué (Continuing Anglican movement), engendré par les divergences au sein de la communion anglicane en matière de liturgie et de doctrine. Les églises de la TAC revendiquent le maintien des positions traditionnelles en ce qui concerne l'ordination des femmes ou des personnes homosexuelles,.
Les positions de la TAC la situent dans le courant anglo-catholique, c'est-à-dire dans la prolongation du mouvement d'Oxford,.
La TAC compterait environ 300 000 fidèles même si elle en revendique 400 000 répartis en 33 évêchés. Son actuel primat est l'archevêque de l'Église catholique anglicane d'Australie, John Hepworth, entré en fonction en 2002 pour succéder à Louis Falk.

## Relations avec l'Église catholique
Un dialogue entre la TAC et Rome existe depuis le début des années 1990. Le 5 octobre 2007, la TAC a formulé une demande de rattachement à l’Église catholique sur le principe d’une communion pleine, entière et sacramentelle. En juillet 2009, plusieurs sources indiquent que la solution envisagée par Rome était l'établissement d'une prélature personnelle, analogue à celle de l'Opus Dei.
La demande de la TAC est accueillie favorablement par le Saint-Siège, en octobre 2009. La Constitution apostolique Anglicanorum Coetibus prévoit l'intégration de groupes d'anglicans au sein de structures originales, les ordinariats personnels. John Hepworth, primat de la TAC réagit très positivement à l'annonce de la publication de cette constitution : « La nuit où j’ai appris la décision du Pape, j’ai appelé les évêques des quarante quatre pays où nous sommes présents et nous avons pleuré de joie… (...) Au nom des 400 000 fidèles de la TAC, je voudrais dire au Pape notre immense gratitude ! Nous avons tant prié et jeûné pour que ce jour arrive… ». Il remercie également l'archevêque de Cantorbéry Rowan Williams de n'avoir pas cherché à entraver le processus de rapprochement.
Le 10 mars 2010, les responsables de l’Anglican Church in America, une des églises membres de la TAC, dirigée par l'archevêque Louis Falk, ont déclaré solliciter la mise sur pied effective d'un ordinariat,. Deux jours plus tard, les responsables de l'Anglican Church of Canada formulent une demande analogue.
Dans un communiqué du 4 décembre 2010, le primat de la TAC, John Hepworth, décrit la situation à la veille de la formation des ordinariats dans les différents pays. Il répertorie les demandes d'admission au sein de ces ordinariats par des religieux désireux de rejoindre l'Église catholique romaine :
- trois évêques de la TAC au Canada ont fait cette demande et 33 prêtres les suivent ;
- 51 prêtres de la TAC aux États-Unis demandent à intégrer un ordinariat ;
- la création d’un ordinariat vient d’être annoncée en Australie[12].